# Südtiroler Landtag
Der Südtiroler Landtag (italienisch Consiglio della Provincia autonoma di Bolzano, ladinisch Cunsëi dla Provinzia autonoma de Bulsan) ist das gesetzgebende Organ der Autonomen Provinz Bozen – Südtirol. Er besteht aus 35 Mandataren, die Dauer einer Legislaturperiode beträgt fünf Jahre. Der Landtag verfügt seit Verabschiedung (1971) und Inkrafttreten (1972) des Zweiten Autonomiestatuts über weitgehende Legislativkompetenzen. Sein Sitz befindet sich im Landtagsgebäude in Bozen.

## Historische Bindung an den Regionalrat Trentino-Südtirols
Die Mitglieder des Südtiroler Landtags sowie des Trentiner Landtags bilden seit Inkrafttreten des Ersten Autonomiestatuts für die Region Trentino-Südtirol gemeinsam den Regionalrat Trentino-Südtirol. Formalrechtlich wurden von 1948 bis 1998 gemeinsam mit dem Trentino Regionalratswahlen für den Regionalrat abgehalten, aus dem anschließend die beiden Landtage von Südtirol und dem Trentino besetzt wurden. Seit der italienischen Verfassungsreform 2001 gilt die umgekehrte Logik: Die Landtage von Südtirol und dem Trentino werden nun formal getrennt gewählt und bilden anschließend gemeinsam den Regionalrat.
Diese Umkehrung trägt vor allem der Kompetenzverschiebung Rechnung, die seit Verabschiedung (1971) und Inkrafttreten (1972) des Zweiten Autonomiestatuts die meisten Gesetzgebungskompetenzen vom Regionalrat auf die beiden Landtage verschoben hat, wodurch die institutionelle Bedeutung des ehemals bedeutenden Regionalrats stark geschmälert wurde. Im Vergleich mit anderen Regionalparlamenten in Italien, aber auch im Vergleich mit den Landtagen im benachbarten Österreich können die Landtage von Südtirol und dem Trentino verhältnismäßig viele Kompetenzbereiche mit eigenen Landesgesetzen regeln.

## Institutionelle Aufgaben
Der Landtag ist das gesetzgebende Organ Südtirols. Zudem kommt ihm im Rahmen der institutionellen Gewaltenteilung die Aufgabe zu, mit absoluter Stimmenmehrheit die Südtiroler Landesregierung zu wählen. Die in dieses Exekutivorgan gewählten Landtagsabgeordneten behalten allerdings ihr Landtagsmandat, wodurch die Mitglieder der Landesregierung eine Doppelfunktion in Legislative und Exekutive innehaben können. Die Landesregierung ist im Rahmen der vom Landtag verabschiedeten Landesgesetze befugt, Verordnungen zu erlassen, die für die konkrete Umsetzung der Landesgesetze sorgen.
Der Landtag kontrolliert die Tätigkeit der Landesregierung über parlamentarische Anfragen (Interpellationen) an einzelne Mitglieder der Landesregierung, über die Einsetzung von Untersuchungskommissionen zu spezifischen Sachfragen und nicht zuletzt über die Verabschiedung des jährlichen Landeshaushalts, mit dem der Südtiroler Landesregierung die notwendigen Geldmittel zur Ausübung ihrer Tätigkeit zur Verfügung gestellt werden. Über Beschlussanträge kann der Landesregierung Vorgaben für deren Tätigkeit erteilt werden.
Außerdem verfügt der Landtag über die Aufgabe bzw. Möglichkeit, die Inhaber bestimmter Ämter zu benennen bzw. namhaft zu machen, Stellungnahmen zu Änderungen des Autonomiestatuts abzugeben, Staatsgesetze vor dem italienischen Verfassungsgericht anzufechten, Begehrensanträge oder Begehrensgesetzentwürfe an das italienische Parlament zu richten sowie Initiativen zu Abänderungen des Autonomiestatuts zu beschließen.

## Landtage seit 1948
| Legislaturperiode | Landtagswahl      | Abgeordnete                             |
| ----------------- | ----------------- | --------------------------------------- |
| 1948–1952         | Landtagswahl 1948 | Abgeordnete der I. Legislaturperiode    |
| 1952–1956         | Landtagswahl 1952 | Abgeordnete der II. Legislaturperiode   |
| 1956–1960         | Landtagswahl 1956 | Abgeordnete der III. Legislaturperiode  |
| 1960–1964         | Landtagswahl 1960 | Abgeordnete der IV. Legislaturperiode   |
| 1964–1968         | Landtagswahl 1964 | Abgeordnete der V. Legislaturperiode    |
| 1968–1973         | Landtagswahl 1968 | Abgeordnete der VI. Legislaturperiode   |
| 1973–1978         | Landtagswahl 1973 | Abgeordnete der VII. Legislaturperiode  |
| 1978–1983         | Landtagswahl 1978 | Abgeordnete der VIII. Legislaturperiode |
| 1983–1988         | Landtagswahl 1983 | Abgeordnete der IX. Legislaturperiode   |
| 1988–1993         | Landtagswahl 1988 | Abgeordnete der X. Legislaturperiode    |
| 1993–1998         | Landtagswahl 1993 | Abgeordnete der XI. Legislaturperiode   |
| 1998–2003         | Landtagswahl 1998 | Abgeordnete der XII. Legislaturperiode  |
| 2003–2008         | Landtagswahl 2003 | Abgeordnete der XIII. Legislaturperiode |
| 2008–2013         | Landtagswahl 2008 | Abgeordnete der XIV. Legislaturperiode  |
| 2013–2018         | Landtagswahl 2013 | Abgeordnete der XV. Legislaturperiode   |
| 2018–2023         | Landtagswahl 2018 | Abgeordnete der XVI. Legislaturperiode  |
| 2023–2028         | Landtagswahl 2023 | Abgeordnete der XVII. Legislaturperiode |

## Präsidium
Verwaltet und geleitet wird der Landtag von einem Präsidium, dem ein Präsident, zwei Vizepräsidenten und drei Präsidialsekretäre angehören. Alle Funktionäre werden vom Landtag aus seinen eigenen Reihen gewählt, wobei auch die politische Minderheit vertreten sein muss. Die Amtsdauer des Landtagspräsidenten beträgt zweieinhalb Jahre, damit im Laufe der fünfjährigen Legislaturperiode sowohl ein Vertreter der deutschen als auch der italienischen Sprachgruppe den Vorsitz führen kann. Prinzipiell besteht für beide Sprachgruppen auch alternativ die Möglichkeit, sich auf einen ladinischsprachigen Abgeordneten als Präsidenten zu einigen. Die beiden Vizepräsidenten müssen jeweils aus jenen Abgeordneten gewählt werden, die nicht der Sprachgruppe des Präsidenten angehören (ein deutschsprachiger Landtagspräsident muss also beispielsweise von einem italienisch- und einem ladinischsprachigen Vizepräsidenten assistiert werden).
Die Möglichkeit der Wahl eines ladinischen Landtagspräsidenten bzw. -vizepräsidenten besteht erst seit der Verabschiedung des Verfassungsgesetzes Nr. 2/2001. Bis dahin waren diese Ämter allein der deutschen und der italienischen Sprachgruppe vorbehalten gewesen. In der Praxis blieb die ladinische Vertretung allerdings von 2003 bis 2018 und ab 2023 vakant, da der einzige ladinische Landtagsabgeordnete in diesem Zeitraum stets in die Landesregierung gewählt wurde und somit kein Amt im Präsidium antreten konnte.
| Legislaturperiode | Landtagspräsident | Landtagsvizepräsident |
| ----------------- | --- | --- |
| I.                | - Silvius Magnago (20. Dezember 1948 – 29. Dezember 1950) - Luigi Negri (30. Dezember 1950 – 12. Dezember 1952) | - Luigi Negri (20. Dezember 1948 – 29. Dezember 1950) - Silvius Magnago (30. Dezember 1950 – 12. Dezember 1952) |
| II.               | - Silvius Magnago (20. Dezember 1952 – 19. Dezember 1954) - Armando Bertorelle (20. Dezember 1954 – 12. Dezember 1956)                                                                                              | - Decio Molignoni (20. Dezember 1952 – 19. Dezember 1954) - Silvius Magnago (20. Dezember 1954 – 12. Dezember 1956) |
| III.              | - Silvius Magnago (15. Dezember 1956 – 22. Dezember 1958) - Armando Bertorelle (23. Dezember 1958 – 12. Dezember 1960)                                                                                              | - Armando Bertorelle (15. Dezember 1956 – 22. Dezember 1958) - Silvius Magnago (23. Dezember 1958 – 12. Dezember 1960) |
| IV.               | - Alois Pupp (31. Dezember 1960 – 14. Dezember 1962) - Silvio Nicolodi (15. Dezember 1962 – 13. Dezember 1964) | - Silvio Nicolodi (31. Dezember 1960 – 14. Dezember 1962) - Alois Pupp (15. Dezember 1962 – 13. Dezember 1964) |
| V.                | - Alois Pupp (15. Dezember 1964 – 14. Dezember 1966) - Decio Molignoni (15. Dezember 1966 – 15. November 1967) - Silvio Nicolodi (16. November 1967 – 12. Dezember 1968)                                            | - Silvio Nicolodi (15. Dezember 1964 – 3. Februar 1965) - Decio Molignoni (4. Februar 1965 – 14. Dezember 1966) - Alois Pupp (15. Dezember 1966 – 12. Dezember 1968) |
| VI.               | - Robert von Fioreschy (14. Dezember 1968 – 13. Dezember 1970) - Silvio Nicolodi (14. Dezember 1970 – 14. Juni 1973) - Robert von Fioreschy (15. Juni 1973 – 12. Dezember 1973)                                     | - Silvio Nicolodi (14. Dezember 1968 – 13. Dezember 1970) - Hermann Nicolussi-Leck (14. Dezember 1970 – 14. Juni 1973) - Silvio Nicolodi (15. Juni 1973 – 12. Dezember 1973)                                                                                                |
| VII.              | - Karl Vaja (14. Dezember 1973 – 15. Juni 1976) - Decio Molignoni (16. Juni 1976 – 12. Dezember 1978) | - Silvio Nicolodi (14. Dezember 1973 – 14. März 1974) - Decio Molignoni (15. März 1974 – 15. Juni 1976) - Karl Vaja (16. Juni 1976 – 1. Juli 1976) - Luis Durnwalder (2. Juli 1976 – 12. Dezember 1978)                                                                     |
| VIII.             | - Joachim Dalsass (15. Dezember 1978 – 26. Juli 1979) - Erich Achmüller (27. Juli 1979 – 14. Juni 1981) - Giuseppe Sfondrini (15. Juni 1981 – 12. Dezember 1983)                                                    | - Aldo Balzarini (15. Dezember 1978 – 14. Juni 1981) - Mathias Ladurner-Parthanes (15. Juni 1981 – 12. Dezember 1983) |
| IX.               | - Erich Achmüller (14. Dezember 1983 – 7. Mai 1984) - Waltraud Gebert-Deeg (8. Mai 1984 – 16. Juni 1986) - Rolando Boesso (17. Juni 1986 – 12. Dezember 1988)                                                       | - Giancarlo Bolognini (14. Dezember 1983 – 7. Mai 1984) - Rolando Boesso (8. Mai 1984 – 16. Juni 1986) - Waltraud Gebert-Deeg (17. Juni 1986 – 31. Jänner 1988) - Oskar Peterlini (4. Februar 1988 – 12. Dezember 1988)                                                     |
| X.                | - Rosa Franzelin-Werth (14. Dezember 1988 – 13. Juni 1991) - Alessandro Pellegrini (14. Juni 1991 – 16. Februar 1993) - Romano Viola (17. Februar 1993 – 12. Dezember 1993)                                         | - Aldo Balzarini (14. Dezember 1988 – 1. September 1990) - Alessandro Pellegrini (13. September 1990 – 13. Juni 1991) - Rosa Franzelin-Werth (14. Juni 1991 – 16. Februar 1993) - Robert Kaserer (17. Februar 1993 – 12. Dezember 1993)                                     |
| XI.               | - Sabina Kasslatter Mur (14. Dezember 1993 – 13. Juni 1996) - Umberto Montefiori (14. Juni 1996 – 16. Dezember 1998)                                                                                                | - Michele Di Puppo (14. Dezember 1993 – 11. Februar 1994) - Alessandra Zendron (12. Februar 1994 – 13. Juni 1996) - Sabina Kasslatter Mur (14. Juni 1996 – 16. Dezember 1998)                                                                                               |
| XII.              | - Hermann Thaler (18. Dezember 1998 – 17. Juni 2001) - Alessandra Zendron (18. Juni 2001 – 17. November 2003) | - Luisa Gnecchi (18. Dezember 1998 – 1. März 1999) - Alessandra Zendron (2. März 1999 – 17. Juni 2001) - Hermann Thaler (18. Juni 2001 – 17. November 2003) - Carlo Willeit (18. Juni 2001 – 17. November 2003)                                                             |
| XIII.             | - Richard Theiner (18. November 2003 – 17. Dezember 2003) - Veronika Stirner Brantsch (18. Dezember 2003 – 17. Mai 2006) - Riccardo Dello Sbarba (18. Mai 2006 – 17. November 2008)                                 | - Giorgio Holzmann (18. November 2003 – 17. Mai 2006) - Rosa Zelger Thaler (18. Mai 2006 – 17. November 2008) |
| XIV.              | - Dieter Steger (18. November 2008 – 24. Jänner 2011) - Julia Unterberger (2. März 2011 – 17. Mai 2011) - Mauro Minniti (18. Mai 2011 – 31. Dezember 2012) - Maurizio Vezzali (15. Jänner 2013 – 21. November 2013) | - Barbara Repetto (18. November 2008 – 17. Dezember 2008) - Mauro Minniti (18. Dezember 2008 – 17. Mai 2011) - Julia Unterberger (18. Mai 2011 – 21. November 2013) |
| XV.               | - Martha Stocker (22. November 2013 – 16. Jänner 2014) - Thomas Widmann (17. Jänner 2014 – 22. Mai 2016) - Roberto Bizzo (23. Mai 2016 – 13. November 2018)                                                         | - Roberto Bizzo (22. November 2013 – 22. Mai 2016) - Thomas Widmann (23. Mai 2016 – 13. November 2018) |
| XVI.              | - Thomas Widmann (14. November 2018 – 25. Jänner 2019) - Josef Noggler (25. Jänner 2019 – 13. Mai 2021) - Rita Mattei (14. Mai 2021 – 12. November 2023)                                                            | - Daniel Alfreider (14. November 2018 – 25. Jänner 2019) - Massimo Bessone (14. November 2018 – 25. Jänner 2019) - Rita Mattei (25. Jänner 2019 – 13. Mai 2021) - Manfred Vallazza (25. Jänner 2019 – 12. November 2023) - Josef Noggler (14. Mai 2021 – 12. November 2023) |
| XVII.             | - Josef Noggler (13. November 2023 – 1. Februar 2024) - Arnold Schuler (1. Februar 2024 –) | - Marco Galateo (13. November 2023 – 1. Februar 2024) - Angelo Gennaccaro (1. Februar 2024 –) |

## Wahlrecht
Die Wahl zum Landtag ist insbesondere geregelt im Landesgesetz vom 19. September 2017, Nr. 14, das das Regionalgesetz über die Wahl des Regionalrates und davon abweichende Südtiroler Bestimmungen ablöste. Mit dem neuen Gesetz sind keine grundlegenden Änderungen verbunden.

### Wahlrecht und Wählbarkeit
Wahlberechtigt sind die in Südtirol ansässigen italienischen Staatsbürger, die am Wahltag das 18. Lebensjahr vollendet haben, in der Wählerliste geführt werden und bis zum Tag der Wahlausschreibung mindestens vier Jahre ununterbrochen in der Region Trentino-Südtirol ansässig waren. Auch die im Melderegister der im Ausland lebenden italienischen Staatsbürger eingetragenen Bürger dürfen wählen, wenn sie zum Zeitpunkt des Fortzuges ins Ausland die Wahlrechtsvoraussetzungen erfüllten. Wählbar sind alle Wahlberechtigten, die am Tag der Wahlausschreibung in der Region ansässig sind.

### Listen
Südtirol bildet einen einzigen Wahlkreis. Sofern die Partei nicht bei der letzten Wahl zum Landtag, zum italienischen Parlament oder zum europäischen Parlament mindestens einen Sitz errang, sind für eine Liste mindestens 400 und höchstens 600 Unterstützungsunterschriften von Wahlberechtigten erforderlich. Höchstens zwei Drittel der Kandidaten einer Liste (gerundet zur ganzen Zahl) darf demselben Geschlecht angehören. Jeder Kandidat auf der Liste muss sich durch eine Erklärung der deutschen, italienischen oder ladinischen Sprachgruppe zugehörig erklären oder zuordnen, wie dies mindestens 14 Jahre alte Bürger Südtirols auch alle zehn Jahre im Rahmen der Volkszählung tun müssen. Diese Sprachgruppenzugehörigkeitserklärungen sind von Bedeutung für die Bestimmung mindestens eines ladinischen Vertreters im Landtag und für die Zusammensetzung der Landesregierung, für die ein Sprachgruppenproporz gilt.

### Stimmen
Jeder Wähler hat eine Listenstimme. Diese gibt er ab, indem er auf dem Stimmzettel das Parteisymbol einer Liste kennzeichnet. Der Wähler kann außerdem bis zu vier Kandidaten der gewählten Liste eine Präferenzstimme geben, indem er ihre Namen auf waagerechte Linien neben dem Parteisymbol schreibt. Von dieser Möglichkeit machen die Wähler regen Gebrauch. Bei der Landtagswahl 2013 gab es 675.254 Präferenzstimmen bei 287.010 Listenstimmen.

### Sitzverteilung
Zur Sitzverteilung wird zunächst der Wahlquotient berechnet. Dies ist die Zahl der gültigen Listenstimmen für alle Parteien geteilt durch die Zahl der Mitglieder des Landtages erhöht um zwei, also 37, da der Landtag seit 1983 35 Mitglieder hat. Ergibt sich keine ganze Zahl, wird zur ganzen Zahl aufgerundet. Die Listen erhalten für jeden vollen Wahlquotienten jeweils einen Sitz. Können so nicht alle Sitze besetzt werden, gehen die verbleibenden Sitze an die Listen mit den meisten Reststimmen. Im theoretisch möglichen Fall, dass aufgrund des Wahlquotienten mehr als 35 Sitze verteilt werden, wird dieser neu berechnet, indem die Zahl der gültigen Listenstimmen durch die Zahl der Abgeordneten erhöht um eins geteilt wird.
Die Sitzverteilung am Beispiel der Landtagswahl 2013:
| Liste                                                        | Stimmen | Wahlquotient                                                     | Sitze nach Wahl- quotienten | Rest- stimmen | Restsitze | Sitze insgesamt |
| ------------------------------------------------------------ | ------- | ---------------------------------------------------------------- | --------------------------- | ------------- | --------- | --------------- |
| Südtiroler Volkspartei                                       | 131.255 | 7.758 (287.010 gültige Stimmen geteilt durch 37 und aufgerundet) | 16                          | 7.127         | 1         | 17              |
| Die Freiheitlichen                                           | 51.510  | 7.758 (287.010 gültige Stimmen geteilt durch 37 und aufgerundet) | 6                           | 4.962         | 0         | 6               |
| Verdi Grüne Vërc – SEL                                       | 25.070  | 7.758 (287.010 gültige Stimmen geteilt durch 37 und aufgerundet) | 3                           | 1.796         | 0         | 3               |
| Süd-Tiroler Freiheit                                         | 20.743  | 7.758 (287.010 gültige Stimmen geteilt durch 37 und aufgerundet) | 2                           | 5.227         | 1         | 3               |
| Partito Democratico                                          | 19.210  | 7.758 (287.010 gültige Stimmen geteilt durch 37 und aufgerundet) | 2                           | 3.694         | 0         | 2               |
| Forza Alto Adige – Lega Nord – Team Autonomie                | 7.120   | 7.758 (287.010 gültige Stimmen geteilt durch 37 und aufgerundet) | 0                           | 7.120         | 1         | 1               |
| MoVimento 5 Stelle                                           | 7.100   | 7.758 (287.010 gültige Stimmen geteilt durch 37 und aufgerundet) | 0                           | 7.100         | 1         | 1               |
| BürgerUnion für Südtirol – Ladins Dolomites – Wir Südtiroler | 6.065   | 7.758 (287.010 gültige Stimmen geteilt durch 37 und aufgerundet) | 0                           | 6.065         | 1         | 1               |
| L’Alto Adige nel cuore                                       | 6.061   | 7.758 (287.010 gültige Stimmen geteilt durch 37 und aufgerundet) | 0                           | 6.061         | 1         | 1               |
| Unitalia                                                     | 4.832   | 7.758 (287.010 gültige Stimmen geteilt durch 37 und aufgerundet) | 0                           | 4.832         | 0         | 0               |
| Scelta Civica per l’Alto Adige-Südtirol                      | 4.525   | 7.758 (287.010 gültige Stimmen geteilt durch 37 und aufgerundet) | 0                           | 4.525         | 0         | 0               |
| La Destra                                                    | 1.655   | 7.758 (287.010 gültige Stimmen geteilt durch 37 und aufgerundet) | 0                           | 1.655         | 0         | 0               |
| Rifondazione Comunista                                       | 1.134   | 7.758 (287.010 gültige Stimmen geteilt durch 37 und aufgerundet) | 0                           | 1.134         | 0         | 0               |
| Partito dei Comunisti Italiani                               | 730     | 7.758 (287.010 gültige Stimmen geteilt durch 37 und aufgerundet) | 0                           | 730           | 0         | 0               |
| Summe                                                        | 287.010 |                                                                  | 29                          |               | 6         | 35              |

Innerhalb der Liste werden die Sitze den Kandidaten in absteigender Reihenfolge der Präferenzstimmen zugeteilt. Der stimmenstärkste ladinische Kandidat erhält jedoch in jedem Fall einen Sitz. Ist er nicht ohnehin gewählt, so erhält er auf seiner Liste einen Sitz anstelle des letzten eigentlich gewählten Kandidaten der Liste. Hat keine Liste mit einem ladinischen Kandidaten einen Sitz erhalten, so erhält der stimmenstärkste ladinische Kandidat einen Sitz auf Kosten der Liste, die mit den wenigsten Reststimmen einen (zusätzlichen) Sitz erhielt oder, wenn kein Sitz über Reststimmen vergeben wurde, auf Kosten der Liste mit den wenigsten Stimmen.

### Abgeordnetenentschädigung
Der Regionalrat der autonomen Region Trentino-Südtirol zahlt den Abgeordneten, die gleichzeitig das Amt eines Landtags- und auch eines Regionalratsabgeordneten bekleiden, die Aufwandsentschädigung aus und erstattet ihnen die in Ausübung des Mandats bestrittenen Ausgaben zurück. Die Abgeordneten erhalten eine monatliche Aufwandsentschädigung in Höhe von 9.800 Euro brutto.